# Paradoxopsyllus liae
Paradoxopsyllus liae är en loppart som beskrevs av Guo Tian-yu, Liu Quan et Wu Hou-yong 1994. Paradoxopsyllus liae ingår i släktet Paradoxopsyllus och familjen smågnagarloppor. Inga underarter finns listade i Catalogue of Life.